# Hypsiforma
Hypsiforma is een geslacht van vlinders van de familie spinneruilen (Erebidae), uit de onderfamilie Calpinae.

## Soorten
- H. bicolor (Mabille, 1879)
- H. concolora (Swinhoe, 1903)
- H. hypsoides (Butler, 1879)
- H. lambertoni Oberthür, 1923
- H. seyrigi Viette, 1954
- H. toulgoeti Viette, 1987